# Kurt Söderström (fotbollsspelare)
Kurt "Kocken" Söderström, född 13 mars 1928, död 16 oktober 1998 i Borås Caroli församling, var en svensk fotbollsspelare.
Söderström representerade IF Elfsborg i Allsvenskan 1946/1947–1951/1952. Sammanlagt gjorde han 77 allsvenska matcher (2 mål) för klubben.
Kurt Söderström är gravsatt på S:t Sigfrids griftegård i Borås.